# Delphyre extensa
Delphyre extensa är en fjärilsart som beskrevs av Max Wilhelm Karl Draudt 1915. Delphyre extensa ingår i släktet Delphyre och familjen björnspinnare. Inga underarter finns listade i Catalogue of Life.